# ناحیه اوورا
ناحیه اِوُرا (به پرتغالی: Distrito de Évora) یک منطقهٔ مسکونی در پرتغال است که در آلنتیژو واقع شده‌است. ناحیه اوورا ۷٬۳۹۳ کیلومتر مربع مساحت و ۱۷۳٬۴۰۸ نفر جمعیت دارد.